# Йосиф Тарханиот
Йосиф Тарханиот (на гръцки: Ιωσήφ Ταρχανειώτης) е византийски генерал и управител от XI век, прочул се с това, че не се включва с поверените му войски в битката при Манцикерт от 1071 г., която завършва с катастрофално поражение на византийската войска.
В навечерието на битката при Манцикерт Йосиф Тарханиот получава заповед от император Роман IV Диоген той да поведе част от войската, печенегите и франките на Русел дьо Байол към Кхилат, където да защитава подстъпа от юг, докато императорът с останалата част от войската се отправи към Манцикерт. Тарханиот е поставен начело на войска от около 30 000 – 40 000 души. Въпреки че няма категорични сведения за съдбата на поверените му части, факт е, че Тарханиот не превзема Кхилат, а своеволно се отправя към Константинопол, без да присъедини обратно войската си към силите, командвани от императора, който в крайна сметка претърпява съкрушително поражение от селджуките. Причините за поведението на Тарханиот не са известни – арабски източници сочат, че войската му е била пресрещната и разбита от армия на противника, а Михаил Аталиат го подозира в измяна. Каквато и да е истината, няма исторически сведения Тарханиот да е понесъл наказание за постъпката си, напротив, през 1074 г. той е дука на Антиохия, когато умира и е наследен на тази важна военно-административна длъжност от сина си Катакалон Тарханиот.